# São João das Duas Pontes
São João das Duas Pontes é um município brasileiro do estado de São Paulo. A cidade tem uma população de 2.566 habitantes (IBGE/2010) e área de 129,3 km².

## História

### Formação territorial-administrativa
Histórico da formação do município:
- Distrito criado no município de Estrela d'Oeste pela Lei nº 5.285, de 18/02/1959.
- Município criado pela Lei nº 8.092, de 28/12/1964.

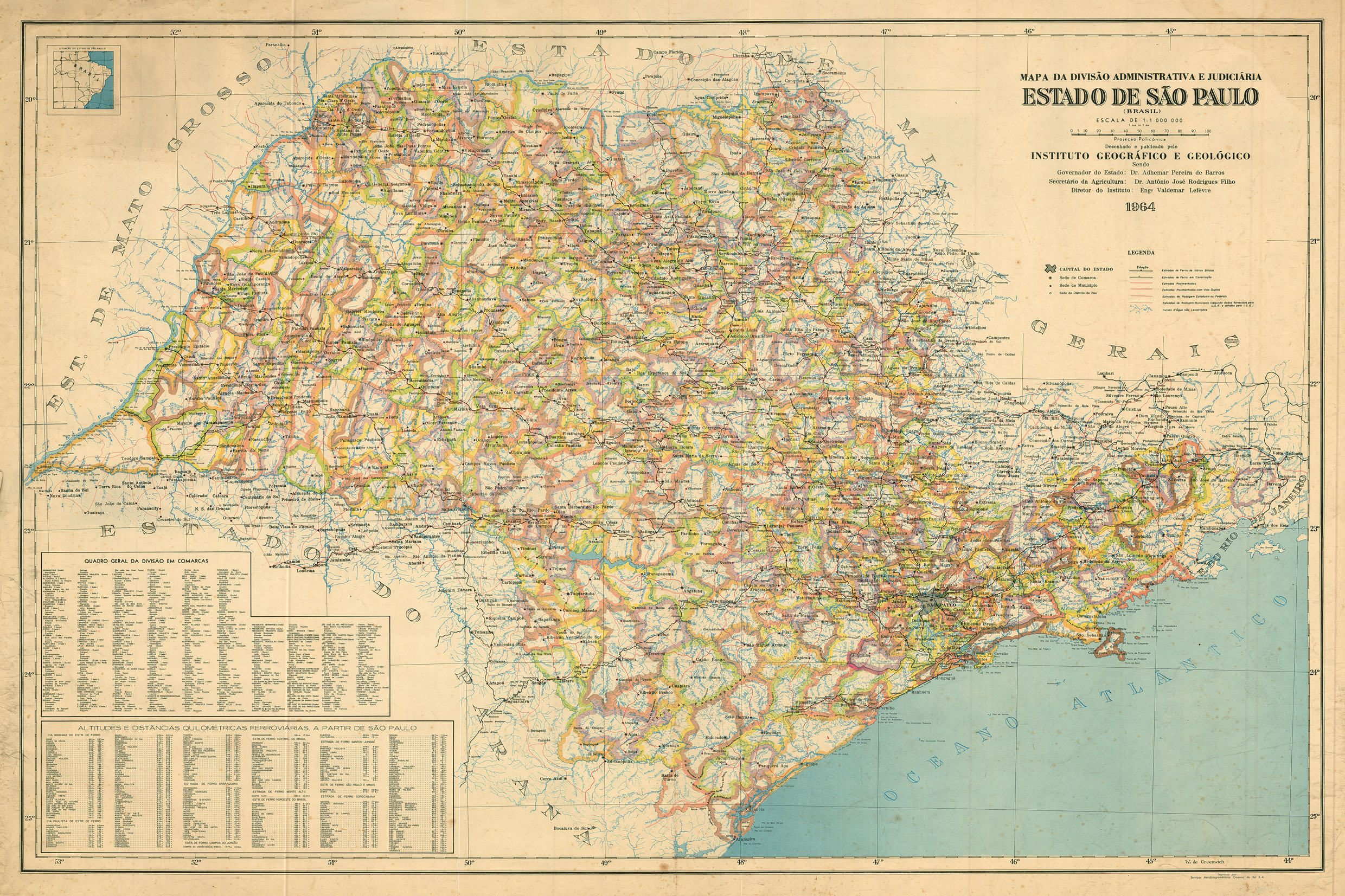
Estado de São Paulo (1964).

## Demografia

### População
| Crescimento populacional                             | Crescimento populacional | Crescimento populacional | Crescimento populacional |
| Ano                                                  | População Total          |                          | %±                       |
| ---------------------------------------------------- | ------------------------ | ------------------------ | ------------------------ |
| 1970                                                 | 4 026                    |                          | —                        |
| 1980                                                 | 2 963                    |                          | −26,4%                   |
| 1991                                                 | 2 791                    |                          | −5,8%                    |
| 2000                                                 | 2 660                    |                          | −4,7%                    |
| 2010                                                 | 2 566                    |                          | −3,5%                    |
| 2022                                                 | 2 580                    |                          | 0,5%                     |
| Est. 2024                                            | 2 622                    | [ 6 ]                    | 1,6%                     |
| Fontes: Censos Demográficos IBGE e Estimativas SEADE |                          |                          |                          |

### Dados demográficos
Dados do Censo - 2010
População total: 2.566
- Urbana: 1.961
- Rural: 605
- Homens: 1.290[10]
- Mulheres: 1.276

Densidade demográfica (hab./km²): 19,84

## Geografia
Localiza-se a uma latitude 20º23'22" sul e a uma longitude 50º22'41" oeste, estando a uma altitude de 427 metros.

### Rodovias
- SP-320

## Infraestrutura

### Comunicações
O sistema de telefones automáticos foi inaugurado na cidade em 1985 pela Telecomunicações de São Paulo (TELESP), que também implantou o sistema de discagem direta à distância (DDD) em 1989 com o código de área (0174). Anteriormente a cidade era atendida pela Companhia de Telecomunicações do Estado de São Paulo (COTESP).
Na década de 90 o código DDD da cidade foi alterado para (017), para padronização do sistema telefônico com a telefonia celular que estava sendo implantada em todo o estado.

## Administração
- Prefeito: Zé Baruci (2017/2020)
- Vice-prefeito: João Maria
- Presidente da câmara:    Antonio Oridez Cezare (2013/2014)

## Religião
O Cristianismo se faz presente na cidade da seguinte forma:

### Igreja Católica
- A igreja faz parte da Diocese de Jales.[15]

### Igrejas Evangélicas
- Assembleia de Deus Ministério do Belém.[16][17]
- Congregação Cristã no Brasil.[18]